# Olympische Sommerspiele 1984/Teilnehmer (Guyana)
| Gelbes Symbol für Goldmedaillen mit stilisierten Olympischen Ringen | Graues Symbol für Silbermedaillen mit stilisierten Olympischen Ringen | Braundes Symbol für Bronzemedaillen mit stilisierten Olympischen Ringen |
| ------------------------------------------------------------------- | --------------------------------------------------------------------- | ----------------------------------------------------------------------- |
| —                                                                   | —                                                                     | —                                                                       |

Guyana nahm an den Olympischen Sommerspielen 1984 in Los Angeles, USA, mit einer Delegation von zehn Sportlern (acht Männer und zwei Frauen) teil.

## Teilnehmer nach Sportarten

### Boxen
- Junior Ward
Fliegengewicht: 17. Platz

- Steve Frank
Federgewicht: 32. Platz

- Gordon Carew
Leichtgewicht: 9. Platz

### Leichtathletik
- Earl Haley
100 Meter: Vorläufe
200 Meter: Vorläufe

- Oslen Barr
800 Meter: Viertelfinale
1500 Meter: Vorläufe

- June Griffith
Frauen, 400 Meter: Vorläufe

- Jennifer Innis
Frauen, Weitsprung: 13. Platz in der Qualifikation

### Radsport
- Randolph Toussaint
Straßenrennen, Einzel: DNF

- James Joseph
Sprint: 3. Runde

- Aubrey Richmond
Punktrennen: Vorläufe